# Andrena fuligula
Andrena fuligula är en biart som beskrevs av Warncke 1965. Andrena fuligula ingår i släktet sandbin, och familjen grävbin. Inga underarter finns listade i Catalogue of Life.